# Tomas Masiulis
Tomas Masiulis (né le 19 septembre 1975 à Kaunas) est un joueur puis entraîneur lituanien de basket-ball.

## Biographie
Son fils Gytis, né en 1998 et formé au Žalgiris, est aussi joueur de basket-ball.
Entre 2018 et 2020, Masiulis est entraîneur adjoint du Žalgiris Kaunas sous la direction de Šarūnas Jasikevičius. À l'été 2020, Jasikevičius est recruté comme entraîneur du FC Barcelone et choisit Masiulis comme nouvel adjoint.

## Palmarès
- Vainqueur de l'Euroligue 1999 avec le Žalgiris Kaunas
- Champion de Lituanie 1996, 1997, 1998, 1999 et 2001 avec le Žalgiris Kaunas
- Médaille de bronze aux Jeux olympiques 2000